# 시화중학교
시화중학교(始華中學校)는 대한민국 경기도 시흥시 정왕동에 있는 공립 중학교이다.

## 학교 연혁
- 2006년 3월 1일 : 시화중학교 개교(6학급)
- 2006년 3월 1일 : 초대 신진현 교장 취임
- 2006년 3월 2일 : 제1회 신입생 입학식(225명)
- 2009년 2월 12일 : 제1회 졸업식(189명)
- 2009년 3월 1일 : 선진형 교과교실제 운영
- 2020년 3월 1일 : 경기도교육청 지정 『다문화 특별학급』 개설(1학급)
- 2021년 2월 10일 : 체육관 리모델링 준공
- 2022년 3월 1일 : 경기도교육청 지정 『선진형 교과교실제』 운영(13년차)
- 2022년 3월 1일 : 경기도교육청 지정 『다문화 특별학급』 운영(3년차)
- 2022년 3월 1일 : 경기도교육청 지정 『혁신학교』 운영
- 2022년 9월 1일 : 제7대 오달영 교장 취임
- 2024년 1월 18일 : 제16회 졸업식(96명)(누적 2,623명)
- 2024년 3월 4일 : 제19회 입학식(98명)

## 참고 자료
- 시화중학교 - 한국교육학술정보원 학교알리미